# Stahlblaue Mauerbiene
Die Stahlblaue Mauerbiene (Osmia caerulescens) ist eine solitäre Wildbiene der Gattung Gattung Osmia aus der Gruppe der Mauerbienen (Familie Megachilidae).

## Merkmale

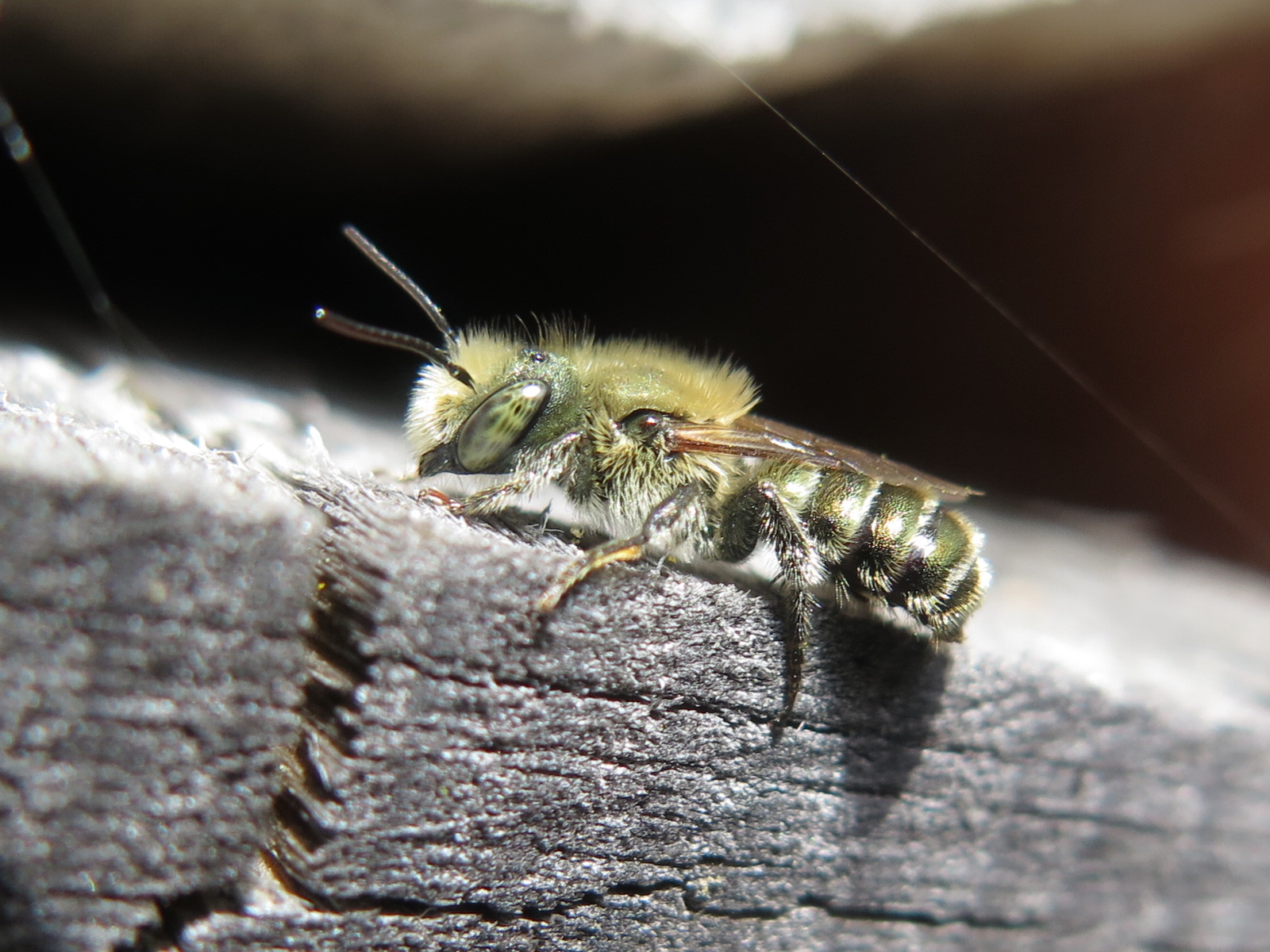
Männchen

Die Stahlblaue Mauerbiene ist zwischen 8 und 10 mm lang und weist einen ausgeprägten Sexualdimorphismus auf. Das etwas größere Weibchen hat einen gedrungenen Körper mit blauem Schimmer und weißgrauer Behaarung. Das Männchen schimmert kupfern bis metallisch grün und weist ein dichteres rotgelbes Haarkleid auf. Die Facettenaugen des Männchens sind grün.

## Verbreitung
Die Stahlblaue Mauerbiene ist in ganz Europa mit Ausnahme des hohen Nordens weit verbreitet. In höheren Lagen tritt sie seltener auf. Sie gilt als nicht gefährdet.

## Lebensweise
Die Stahlblaue Mauerbiene nistet in vorhandenen Hohlräumen, zum Beispiel in Fraßgängen in altem Holz, Pflanzenstängeln, Steilwänden, in der Erde oder in Nisthilfen. Das Nest besteht aus einer bis sieben Zellen, die sich, durch Pflanzenmörtel abgetrennt, in einer Linie befinden. Der Pflanzenmörtel zur Abtrennung der Zellen und zum Verschließen der Nester wird aus zerkauten Laub- und Blütenblättern hergestellt. Eier, die vor Juni gelegt werden, schlüpfen unter günstigen Bedingungen bereits im Juli. Bienen aus später gelegten Eiern überwintern als Imago im Kokon. Somit hat die Stahlblaue Mauerbiene eine bis zwei Generationen pro Jahr.
Pollen und Nektar von Schmetterlingsblütlern und Lippenblütlern sind bevorzugte Nahrungsquellen.